# Jack Byrne
Jack Byrne (Dublín, Irlanda, 24 de abril de 1996) es un futbolista irlandés que juega de centrocampista en el Shamrock Rovers F. C. de la Premier Division.

## Trayectoria
Byrne comenzó su carrera deportiva en el Manchester City, disputando varios partidos con el equipo juvenil en la Liga Juvenil de la UEFA en la temporada 2014-15, en la que marcó seis goles.
Durante la temporada 2015-16 estuvo cedido en el SC Cambuur de la Eredivisie neerlandesa, debutando como profesional el 19 de septiembre de 2015 frente al F. C. Twente.
En la temporada 2016-17 volvió a salir cedido, en esta ocasión al Blackburn Rovers del EFL Championship.
En 2017 abandonó definitivamente el Manchester City, fichando por el Wigan Athletic F. C., que lo cedió al Oldham Athletic, por el que fichó después en propiedad. 
Después de un incidente en el Oldham, fue suspendido por el club, siendo despedido finalmente el 31 de agosto de 2018, después de las protestas de los aficionados. Su nuevo destino fue el Kilmarnock F. C. de la Scottish Premiership.

### Shamrock Rovers
En diciembre de 2018 fichó por el Shamrock Rovers de la Premier Division de Irlanda.
En el Shamrock Rovers recuperó su nivel, marcando su primer gol el 15 de marzo de 2019, y siendo nombrado mejor jugador de los meses de marzo y julio en la Premier Division de Irlanda.

## Selección nacional
Byrne fue internacional sub-16, sub-17, sub-18, sub-19 y sub-21 con la selección de fútbol de Irlanda, antes de debutar como internacional absoluto el 10 de septiembre de 2019 en un partido amistoso frente a la selección de fútbol de Bulgaria. Antes de su debut con la selección, ya fue convocado para los partidos de clasificación para la Eurocopa 2020 frente a la selección de fútbol de Gibraltar y frente a la selección de fútbol de Georgia en marzo de 2019.
El 15 de noviembre de 2020 disputó el partido de la Liga de las Naciones de la UEFA 2020-21 frente a la selección de fútbol de Gales, convirtiéndose en el primer jugador de la liga irlandesa en jugar un partido competitivo con la selección de Irlanda desde 1985. Tres días después volvió a disfrutar de minutos en el empate a cero frente a la selección de fútbol de Bulgaria, en otro partido de la Liga de Naciones.

## Clubes
| Club                              | País         | Año       |
| --------------------------------- | ------------ | --------- |
| Manchester City F. C.             | Inglaterra   | 2015-2017 |
| S. C. Cambuur (cedido)            | Países Bajos | 2015-2016 |
| Blackburn Rovers F. C. (cedido)   | Inglaterra   | 2016-2017 |
| Wigan Athletic F. C.              | Inglaterra   | 2017-2018 |
| Oldham Athletic A. F. C. (cedido) | Inglaterra   | 2017-2018 |
| Oldham Athletic A. F. C. (cedido) | Inglaterra   | 2018      |
| Kilmarnock F. C.                  | Escocia      | 2018      |
| Shamrock Rovers F. C.             | Irlanda      | 2019-2020 |
| APOEL de Nicosia                  | Chipre       | 2021      |
| Shamrock Rovers F. C.             | Irlanda      | 2022-     |

## Palmarés

### Títulos nacionales
| Título           | Club                  | País    | Año  |
| ---------------- | --------------------- | ------- | ---- |
| Copa de Irlanda  | Shamrock Rovers F. C. | Irlanda | 2019 |
| Premier Division | Shamrock Rovers F. C. | Irlanda | 2020 |
| President's Cup  | Shamrock Rovers F. C. | Irlanda | 2022 |
| Premier Division | Shamrock Rovers F. C. | Irlanda | 2022 |
| Premier Division | Shamrock Rovers F. C. | Irlanda | 2023 |
| President's Cup  | Shamrock Rovers F. C. | Irlanda | 2024 |